# 庫加爾奇區

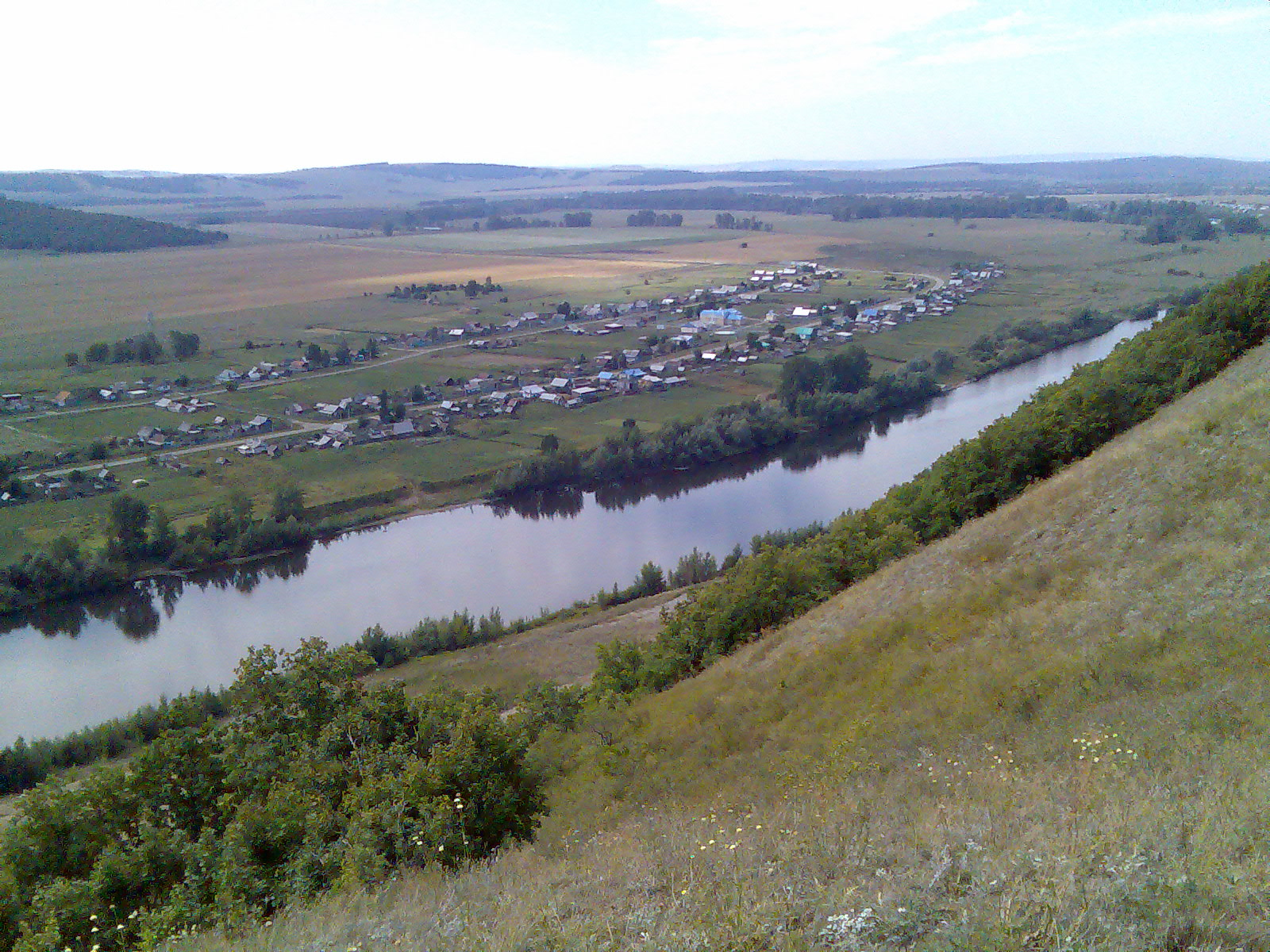

52°43′N 56°38′E / 52.717°N 56.633°E
庫加爾奇區（俄语：Кугарчинский район）是俄羅斯的一個區，位於該國西南部，由巴什科爾托斯坦共和國負責管轄，始建於1930年8月20日，面積3,400平方公里，2010年人口31,444，人口密度每平方公里9.25人。